# Maligrad
Maligrad (también escrito como Mali Grad) es una isla situada en lo profundo de la parte albanesa del lago Prespa, con muchas cuevas donde existe vida silvestre y un acantilado circular. Con forma que se asemeja a la de un renacuajo, contiene algunos árboles y una zona de arena. La isla posee además la famosa Iglesia de Santa María, construida por Kesar Novak (Qesar Novaku), un noble local, en 1369.